# Gynaephila maculifera
Gynaephila maculifera är en fjärilsart som beskrevs av Otto Staudinger 1892. Gynaephila maculifera ingår i släktet Gynaephila och familjen nattflyn. Inga underarter finns listade i Catalogue of Life.